# Rolf Gysin

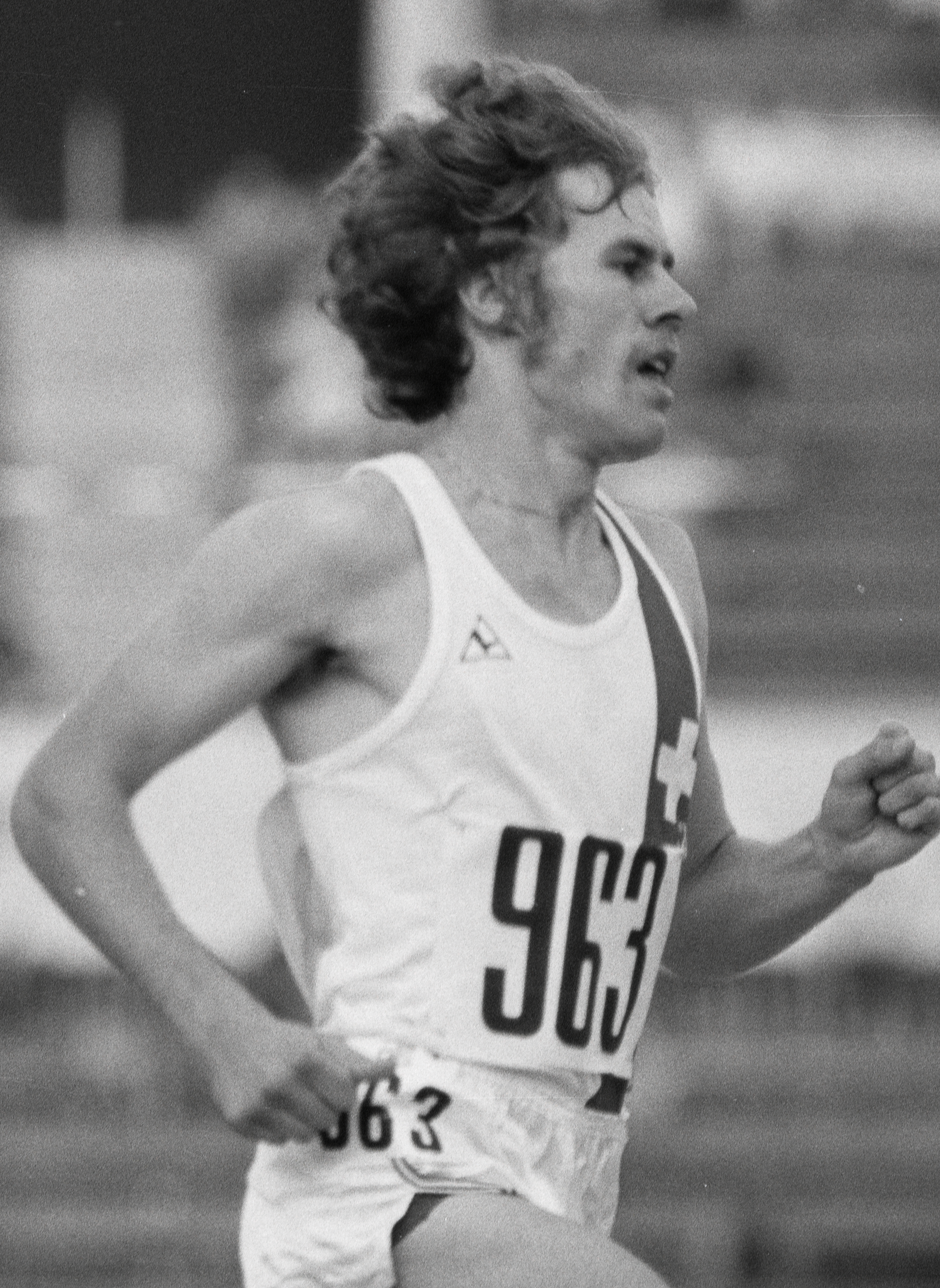
Rolf Gysin (1974)

Rolf Gysin (* 29. Januar 1952) ist ein ehemaliger Schweizer Mittelstreckenläufer.
Bei den Olympischen Spielen 1972 in München erreichte er über 800 Meter den Halbfinal.
1974 wurde er über 800 Meter Vierter bei den Leichtathletik-Halleneuropameisterschaften in Göteborg und über 1500 Meter Achter bei den Leichtathletik-Europameisterschaften in Rom.
Bei den Olympischen Spielen 1976 in Montreal schied er über 800 Meter und über 1500 Meter im Vorlauf aus. Über 800 Meter gewann er bei den Halleneuropameisterschaften 1977 in San Sebastián Bronze, wurde Fünfter bei den Halleneuropameisterschaften 1978 in Mailand und Sechster bei den Halleneuropameisterschaften 1979 in Wien.
Fünfmal wurde er Schweizer Meister über 800 Meter (1972–1974, 1978, 1980) und dreimal über 1500 Meter (1975, 1976, 1979).

## Persönliche Bestzeiten
- 800 m: 1:45,97 min, 20. August 1975, Zürich
  - Halle: 1:47,6 min, 13. März 1977, San Sebastián
- 1000 m: 2:17,7 min, 26. August 1975, Stuttgart
- 1500 m: 3:37,7 min, 24. Juni 1973, Aarhus
- 1 Meile: 3:55,89 min, 9. Juli 1976, Zürich